# Aleksandr Bortnikov
Aleksandr Vasil'evič Bortnikov (in russo Алекса́ндр Васи́льевич Бо́ртников?; Perm', 15 novembre 1951) è un generale e agente segreto russo, capo del Servizio federale per la sicurezza della Federazione Russa.

## Biografia

### Carriera militare
Nato a Perm', nella RSFS Russa, nel 1951, Bortnikov si è laureato all'Istituto degli ingegneri ferroviari di Leningrado nel 1973. Dal 1975 al 2004, quindi per 28 anni, ha lavorato per il KGB, il suo successore ad interim, il Servizio federale di controspionaggio (FSK), e infine l'FSB, con sede sempre a San Pietroburgo /Leningrado. Più tardi, dal 2004 al 2008, è stato capo del Servizio di sicurezza economica del FSB e vicedirettore del FSB, venendo promosso a direttore il 12 maggio 2008.
Considerato uno dei siloviki nella cerchia ristretta del presidente Putin (insieme a Igor' Sečin, Nikolaj Patrušev e Viktor Ivanov), Bortnikov figura tra i membri del consiglio di amministrazione della compagnia statale di navigazione marittima Sovcomflot.

### Direttore del FSB
Il 12 maggio 2008 Bortnikov è stato nominato Direttore dell'FSB dal presidente Dmitrij Medvedev. Il suo incarico come direttore dell'FSB ha visto l'agenzia tornare alla "spada punitiva" una volta attribuita alla Čeka.
Bortnikov è visto come un falco e un partecipante volontario alla repressione politica del governo russo in patria e alla sovversione all'estero; tuttavia, rispetto ai suoi coetanei, Bortnikov ha la reputazione di una delle figure individualmente più oneste. Un ex ufficiale dell'FSB ha affermato che Bornikov è "a disagio con le condizioni dell'agenzia, la palese corruzione, l'indisciplina. Ma non sa cosa fare al riguardo".
Nel marzo 2021 è stata promulgata una legge per consentire alle nomine presidenziali, come Bortnikov (che ha compiuto 70 anni nel 2022), di ritardare il pensionamento.
Il 20 marzo 2022, il Servizio di sicurezza dell'Ucraina (SBU) ha affermato che Bortnikov era uno dei favoriti per sostituire Vladimir Putin in un gruppo di élite russe che complottavano per assassinare Putin nel tentativo di stabilizzare l'economia e ristabilire i legami con l'Occidente a seguito delle sanzioni imposte a Russia per l'invasione ucraina nel 2022.

### Ruolo diplomatico

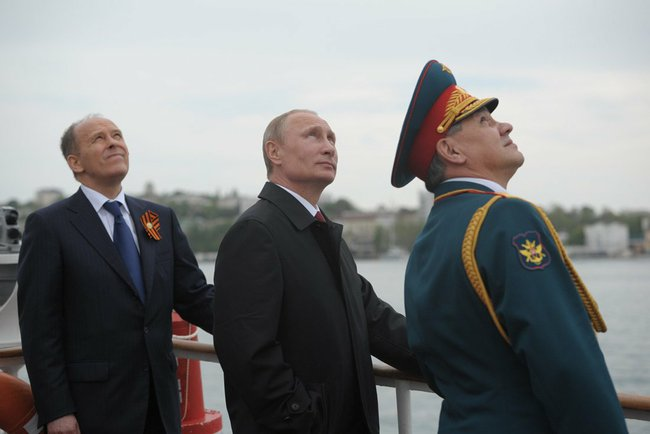
Bortnikov con Vladimir Putin e Sergej Šojgu

Nel febbraio 2015, su invito degli Stati Uniti, Bortnikov ha guidato una delegazione russa a un vertice di Washington, sulla lotta all'estremismo violento. Il suo volo negli Stati Uniti ha debuttato con un posto di comando aviotrasportato Tupolev Tu-214VPU operato dall'FSB unico nel suo genere. 
Il 27-28 gennaio 2018, Bortnikov ha visitato di nuovo gli Stati Uniti in un viaggio molto insolito insieme al capo dell'SVR Sergej Naryškin e al capo dell'intelligence militare delle forze russe (GRU), Igor' Korobov. I tre si sono incontrati a Washington con il direttore della CIA Mike Pompeo e, secondo i comunicati stampa della CIA, avrebbero discusso della minaccia rappresentata dai combattenti dello Stato Islamico che tornavano dalla Siria alla Russia e all'Asia centrale a seguito degli interventi nella guerra civile siriana da parte di una coalizione guidata dagli Stati Uniti e separatamente dalla Russia.
In qualità di presidente del Comitato nazionale antiterrorismo russo e presidente del Consiglio dei capi delle agenzie di sicurezza e dei servizi speciali della Comunità degli Stati indipendenti, Bortnikov è stato spesso scelto come emissario degli ex stati sovietici durante i periodi di maggiore tensione. Il 21 maggio 2019 è apparso a Dušanbe per incontrare i leader del Tagikistan sulla crescente presenza di combattenti dello Stato Islamico nel vicino Afghanistan settentrionale. Durante la guerra del Nagorno-Karabakh del 2020, è stato inviato sia in Armenia che in Azerbaigian e ha guidato una riunione trilaterale guidata dai capi dell'intelligence di entrambi i belligeranti. Nel dicembre 2021 è stato inviato in Uzbekistan per incontrare il presidente uzbeko Shavkat Mirziyoyev.

## Controversie

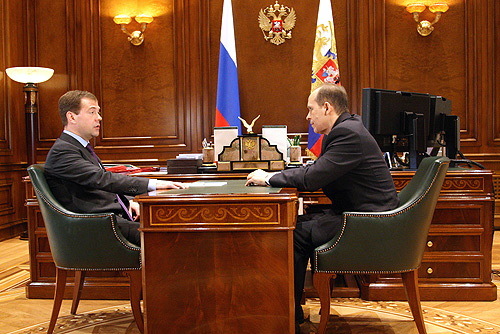
Il responsabile della FSB Aleksandr Bortnikov (a destra) incontra il presidente russo Dmitrij Medvedev nel marzo 2009, per discutere della fine dell'operazione anti-terrorismo in Cecenia.

### Avvelenamento di Aleksandr Litvinenko
In un'indagine della rivista russa The New Times pubblicata nel febbraio 2007, citando una fonte del Servizio federale di sicurezza russo, è stato affermato che la leadership dell'FSB era coinvolta nello sviluppo di un piano per assassinare Aleksandr Litvinenko, e che Aleksandr Bortnikov, allora capo del dipartimento di sicurezza economica dell'FSB, era stato nominato supervisore dell'operazione.

### Omicidio di Andrej Kozlov
Nel maggio 2007, è stato riferito che Bortnikov era stato coinvolto in un caso di riciclaggio di denaro e indagato dal ministero dell'Interno in relazione all'omicidio del vice capo della Banca centrale Andrej Kozlov.

### Accuse di corruzione
Il 27 luglio 2015, Novaja Gazeta ha pubblicato un'indagine giornalistica, in cui Bortnikov, come un certo numero di altri alti funzionari dell'FSB, è stato coinvolto in un accordo terriero nel distretto di Odincov a Mosca. Secondo il quotidiano, citato da diversi altri media, a seguito della vendita di 4,8 ettari di terreno dell'ex asilo dipartimentale sull'autostrada Rublevo-Ospenskij, ogni partecipante all'operazione ha ricevuto circa 2,5 milioni di dollari. Secondo il quotidiano, le indagini pubblicate sono uno dei motivi per cui l'FSB si è offerto di chiudere l'accesso pubblico alle informazioni di Rosreestre sui proprietari della proprietà. Il portavoce presidenziale russo Dmitrij Peskov ha detto di non essere a conoscenza di alcuna indagine nell'amministrazione presidenziale in cui avrebbe dovuto essere coinvolto il FSB.

### Giustificazione delle purghe staliniste
Nel dicembre 2017, un gruppo di professori, corrispondenti e accademici dell'Accademia russa delle scienze, in una lettera aperta pubblicata dal quotidiano Kommersant, ha criticato Bortnikov per la sua intervista al caporedattore del quotidiano russo, Vladislav Fronin, in occasione del 100º anniversario della costituzione della Čeka, in cui il capo dell'FSB, secondo gli studiosi, aveva cercato di legittimare la Grande Purga stalinista. Nikita Petrov, vice presidente del Consiglio del centro di informazione e educazione scientifica della Memorial Society, ha notato il nichilismo legale di Bortnikov in un'intervista a Novaja Gazeta.

## Vita privata
Bortnikov è sposato con Tat'jana Bortnikova (nata Borisovna). Hanno un figlio, Denis Aleksandrovič Bortnikov  (nato il 19 novembre 1974), che è vicedirettore di VTB Bank, la seconda più grande istituzione finanziaria in Russia. Il fratello di Bortnikov, Mikhail Vasil'evič Bortnikov, nato nel 1953, è un colonnello in pensione, sua sorella Ol'ga Vasil'evna Bortnikova, nata nel 1958, è una pensionata.
Bortnikov e suo figlio Denis sono membri del Navalny 35, un elenco di violatori dei diritti umani russi compilato da Aleksej Naval'nyj; entrambi sono stati successivamente sanzionati da Stati Uniti, Unione Europea, Regno Unito, Canada e Nuova Zelanda.